# ۱۴۹۸ (میلادی)
۱۴۹۸ (میلادی) هزار و چهارصد و نود و هشتمین سال تقویم میلادی است.

## رویدادها
- ۱۴۹۸ - کشف راه دریایی هندوستان، توسط دریانورد پرتغالی، واسکو دو گاما

## درگذشتگان
- ۷ آوریل - شارل هشتم، پادشاه فرانسه
- ۲۳ مه – جیرولامو ساونارولا، سیاست‌مدار ایتالیایی (ز. ۱۴۵۲)